# Єлістратов Семен Андрійович
Семен Андрійович Єлістратов (рос. Семён Андреевич Елистратов; 3 травня 1990, Уфа, Башкирська АРСР, РРФСР, СРСР) — російський ковзаняр, шорт-трекіст.   Олімпійський чемпіон 2014 року в естафеті та бронзовий призер Олімпійських ігор 2018 року на дистанції 1500 метрів. Член олімпійської збірної команди Росії на зимових Олімпійських іграх 2010 року. Чемпіон світу 2015 року на дистанції 1500 м, срібний призер чемпіонату світу із шорт-треку 2013 в естафеті; багаторазовий чемпіон Європи; воодар Кубка світу на дистанції 1000 метрів. У збірній Росії з 2007 року. Представляє Республіку Башкортостан, СДЮШОР № 1 Жовтневого району м. Уфи.
У березні 2016 року стало відомо, що в допінг-пробі спортсмена виявлено заборонений ВАДА препарат мельдоній. 21 квітня 2016 року ISU зняв недопуск спортсмена.

## Олімпійські ігри
| Рік  | Місто                     | 500 метрів | 1000 метрів | 1500 метрів | Е | ЗЕ  |
| ---- | ------------------------- | ---------- | ----------- | ----------- | - | --- |
| 2010 | Ванкувер, Канада          | 24         | 24          | 24          | — | Н/Д |
| 2014 | Сочі, Росія               | 15         | 6           | 11          | 1 | Н/Д |
| 2018 | Пхьончхан, Південна Корея | 20         | 6           | 3           | 4 | Н/Д |
| 2022 | Пекін, Китай              |            | 21          | 3           |   | 7   |

## Нагороди
- Орден Дружби (24 лютого 2014 року) — за великий внесок у розвиток фізичної культури та спорту, високі спортивні досягнення на XXII Олімпійських зимових іграх 2014 року в місті Сочі.[3]
- Орден Салавата Юлаєва (2014)